# Konrad Hübner
Konrad Hübner (* 8. August 1884 in Göttingen; † 18. Mai 1975 in Kassel) war ein deutscher Jurist und Präsident des Landgerichts Kassel.

## Leben
Konrad Hübner war ein Sohn des Chemikers Hans Hübner (1837–1884) und dessen Ehefrau Luise Peterson (* 1855).
Nach dem Abitur absolvierte er ein Studium der Rechtswissenschaften an der Albert-Ludwigs-Universität Freiburg und der Georg-August-Universität Göttingen und wurde nach dem Referendariat 1911 Gerichtsassessor in Lüneburg und Hannover. Bevor er 1920 Richter am Landgericht Hannover wurde, war er von 1914 an bei der Staatsanwaltschaft Hannover tätig. 
1945 wurde er Präsident des Landgerichts Kassel. Zuvor war er von 1922 bis 1928 Landgerichtsrat in Lüneburg und von 1928 bis 1945 Landgerichtsdirektor in Kassel.
Als Präsident der Behörde hatte er nach dem Krieg maßgeblichen Anteil am Wiederaufbau der Justiz. Das Amt des Präsidenten übte er bis 1949 aus. Anschließend war er noch bis 1950 beim dortigen Fideikommiss-Senat tätig.

## Öffentliche Ämter
- Vorsitzender der Gesellschaft für deutsche Sprache Zweigverein Kassel

## Auszeichnungen
- Bundesverdienstkreuz I. Klasse